# Метт Грем
Метт Грем (англ. Matt Graham) — австралійський фристайліст, спеціаліст з могулу, олімпійський медаліст. 
Срібну олімпійську медаль Грем  виборов на Олімпіаді 2018 року в корейському Пхьончхані в змаганнях з могулу. 

## Олімпійські ігри
| Рік  | Місто                     | Могул |
| ---- | ------------------------- | ----- |
| 2014 | Сочі, Росія               | 7     |
| 2018 | Пхьончхан, Південна Корея | 2     |
| 2022 | Пекін, Китай              | 29    |

## Чемпіонат світу
| Рік  | Місто                  | Могул | Паралельний могул |
| ---- | ---------------------- | ----- | ----------------- |
| 2013 | Восс, Норвегія         | 14    | 38                |
| 2015 | Крайшберг, Австрія     | 16    | 10                |
| 2017 | Сьєрра-Невада, Іспанія | 14    | 10                |
| 2019 | Парк-Сіті, США         | 2     | 9                 |
| 2021 | Алмати, Казахстан      | 20    | 2                 |
| 2023 | Бакуріані, Грузія      | 2     | 3                 |

## Кубок світу
| Сезон   | Дата           | Місце проведення     | Дисципліна        | Місце |
| ------- | -------------- | -------------------- | ----------------- | ----- |
| 2014–15 | 9 січня 2015   | Дір-Веллі, США       | могул             | 2     |
| 2014–15 | 7 лютого 2015  | Сен-Ком, Канада      | могул             | 2     |
| 2014–15 | 1 березня 2015 | Озеро Тазава, Японія | паралельний могул | 3     |
| 2015–16 | 23 січня 2016  | Сен-Ком, Канада      | могул             | 2     |
| 2015–16 | 4 лютого 2016  | Дір-Веллі, США       | могул             | 1     |
| 2015–16 | 27 лютого 2016 | Озеро Тазава, Японія | могул             | 3     |
| 2016–17 | 10 грудня 2016 | Рука, Фінляндія      | могул             | 2     |
| 2016–17 | 28 січня 2017  | Калгарі, Канада      | могул             | 1     |
| 2016–17 | 19 лютого 2017 | Озеро Тазава, Японія | паралельний могул | 3     |
| 2016–17 | 25 лютого 2017 | Тайву, Китай         | могул             | 3     |
| 2017–18 | 21 грудня 2017 | Тайву, Китай         | могул             | 2     |
| 2017–18 | 22 грудня 2017 | Тайву, Китай         | могул             | 3     |
| 2017–18 | 6 січня 2018   | Калгарі, Канада      | могул             | 3     |
| 2017–18 | 11 січня 2018  | Дір-Веллі, США       | могул             | 3     |
| 2018–19 | 18 січня 2019  | Лейк-Плесід, США     | могул             | 3     |
| 2020–21 | 11 грудня 2020 | Ідре, Швеція         | паралельний могул | 1     |
| 2020–21 | 4 лютого 2021  | Дір-Веллі, США       | могул             | 3     |
| 2020–21 | 5 лютого 2021  | Дір-Веллі, США       | паралельний могул | 2     |
| 2022–23 | 3 грудня 2022  | Рука, Фінляндія      | могул             | 3     |
| 2022–23 | 2 лютого 2023  | Дір-Веллі, США       | могул             | 1     |
| 2022–23 | 4 лютого 2023  | Дір-Веллі, США       | паралельний могул | 2     |

Оновлення 19 лютого 2023.

## Зовнішні посилання
- Досьє на сайті Міжнародної федерації лижного спорту

## Виноски
1. ↑  Olympedia — 2006.
2. ↑  Freebase Data Dumps — Google.
3. ↑  Men's moguls results